# Ammotrechula catalinae
Ammotrechula catalinae es una especie de arácnido  del orden Solifugae de la familia Ammotrechidae.

## Distribución geográfica
Se encuentra en Arizona (Estados Unidos).